# Darcie Dohnal
Darcie Dohnal (28 giugno 1972) è un'ex pattinatrice di short track statunitense.

## Palmarès

### Olimpiadi
- Argento a Albertville 1992 nella staffetta 3000 metri.